# Nebojša Vignjević
Nebojša Vignjević (cirill betűkkel: Небојша Вигњевић; Belgrád, 1968. május 15. –) szerb labdarúgó, labdarúgóedző, 2013 és 2020, valamint 2023 és 2024 között az Újpest, 2022-ben a Budapest Honvéd vezetőedzője.
Öccse Nikola Vignjević, akivel az 1999–2000-es szezonban az Edmonton Drillers színeiben játszott együtt. 2000–2002 között az FC Tatabánya csapatában játszott.

## Edzői karrier
Edzői pályafutását 2008-ban kezdte, szerb és montenegrói csapatokat irányított. 2012–13-as idényben a Vojvodinát bajnoki bronzéremig, és kupadöntőbe vezette.

### Újpest FC
2013. október 23-án, idény közben, a távozó Marc Lelièvre helyére nevezték ki a lilák élére.
Első (fél)szezonjában kupagyőztes lett, az Újpest FC a DVTK-át győzte le a döntőben. (1–1, büntetőkkel 5–3)

#### 2015–2016
A téli szünet folyamán felröppent a hír, hogy Vignjevićet a Duchâtelet família másik csapatához, az angol másodosztályban nem túl rózsásan szereplő Charlton Athletichez irányítják. Végül azonban egy másik vezetőedző lett megbízva a bennmaradás feladatával, így Vignjević tovább folytathatta a munkát Újpesten. A kupadöntőt 1–0-ra elvesztették a Ferencváros ellen, a bajnokságban a 6. helyen zárt a csapattal.

#### 2017–2018
2017. október 23-án kereken négy éve irányította a lila-fehér csapatot, ezt korábban Várhidi Pál (1974–1980) mondhatta el magáról, míg négy idényt Vignjević előtt Temesvári Miklós (1981–1985) töltött el utoljára az újpestiek kispadján.

#### 2019-2020
Ebben a szezonban a kiesés veszélye fenyegette a csapatot, ezért a 26. fordulót követően 2020. június 1-jén lemondott vezetőedzői pozíciójáról. Összesen 258 tétmérkőzésen át irányította a lila-fehér csapatot, mérlege 107 győzelem, 75 döntetlen és 76 vereség.

### FK Liepāja
2021-ben a Lett FK Liepāja edzője lett.

### Budapest Honvéd
2022. február 2-án a Honvéd hivatalos oldalán jelentette be a szerb tréner szerződtetését, aki Horváth Ferencet váltotta. A cél főként a kiesés elkerülése volt a csapatnál, amely sikerült is az edzőnek, azonban nyáron mégis menesztették.

### Visszatérés Újpestre

#### 2022-23
2023. március 23-án ismét visszatért Újpestre, miután elődje, Milos Kruscsics távozott Újpestről. Visszatérő első mérkőzésén 3–2-re verte el csapatával a Zalaegerszeg együttesét. Végül a 8. helyen végzett a lila-fehéreknél.

#### 2023-24
Ezt a szezont kirobbanó formában kezdte csapata, ám végül 2023. október 29-én egy derbin elszenvedett vereség után, csapata lejtmenetbe került. 2024. február 2-án hét meccses nyeretlenségi sorozatot követően csapata idegenben 3–0-ra kikapott az MTK-tól (ezzel 8-ik meccse nem sikerült győznie az Újpestnek). Ennek ellenére 2024. február 6-án megrendezett DVSC elleni bajnokin szintén ő vezette ki csapatát, már testőr kíséretében. A mérkőzést az Újpest 1–2-re elbukta. 2024. február 8-án bejelentették távozását.

## Sikerei, díjai

### Edzőként
Újpest FC
- magyar bajnoki bronzérmes (1): 2017–2018
- Magyar Kupa-győztes (2): 2013–2014, 2017–2018
- Magyar Szuperkupa-győztes (1): 2014